# Feedback (album Rush)
Feedback – minialbum kanadyjskiej grupy rockowej Rush, wydany w 2004 roku. Album zawiera osiem coverów utworów, które wpłynęły na gusta muzyczne muzyków Rush w latach sześćdziesiątych. Album jest uczczeniem 30. rocznicy wydania pierwszego albumu grupy Rush, podczas gdy muzycy grali już razem 36 lat.
Utwór Summertime Blues został oficjalnym utworem SummerSlam 2004 organizowanego przez WWE.

## Lista utworów
1. „Summertime Blues” (Blue Cheer/The Who) – 3:43
2. „Heart Full of Soul” (The Yardbirds) – 2:52
3. „For What It’s Worth” (Buffalo Springfield) – 3:30
4. „The Seeker” (The Who) – 3:27
5. „Mr. Soul” (Buffalo Springfield) – 3:51
6. „Seven and Seven Is” (Love) – 2:53
7. „Shapes of Things” (The Yardbirds) – 3:16
8. „Crossroads” (Cream) – 3:27

## Twórcy
- Geddy Lee – gitara basowa, śpiew
- Alex Lifeson – gitara
- Neil Peart – perkusja, instrumenty perkusyjne